# Design della moda
Per design della moda si intende quella branca del design industriale che si occupa di moda intesa come abiti, accessori e del vestire in senso esteso. 
A differenza dello stilista, il designer di moda ha abilità tecniche di disegno, nell'utilizzo di programmi, e nello studio del progetto utile al rendere concretamente realizzabile il suo lavoro in fase di produzione. 
I Paesi più importanti al mondo per il design della moda sono l'Italia, la Francia, il Regno Unito e gli Stati Uniti d'America.
Milano, Parigi, Londra e New York sono soprannominate "Big Four".

## Storia
Il design della moda muove i primi passi quando nasce la produzione seriale ed industriale del vestire che necessita di un progettista che, oltre a competenze sartoriali, sia in grado di gestire e comprendere l'intero processo produttivo del capo di abbigliamento, coordinando specializzazioni molto diverse tra di loro.
Oggi il settore si avvale delle tecnologie più complesse ed avanzate possibili, anche perché deve saper gestire i sempre nuovi materiali e le modernissime tecniche di produzione che l'industria e la ricerca propongono.